# Mallpassat

„Gott behüte uns vor dem stillen Wasser, denn von dem wilden befreien wir uns selber.“

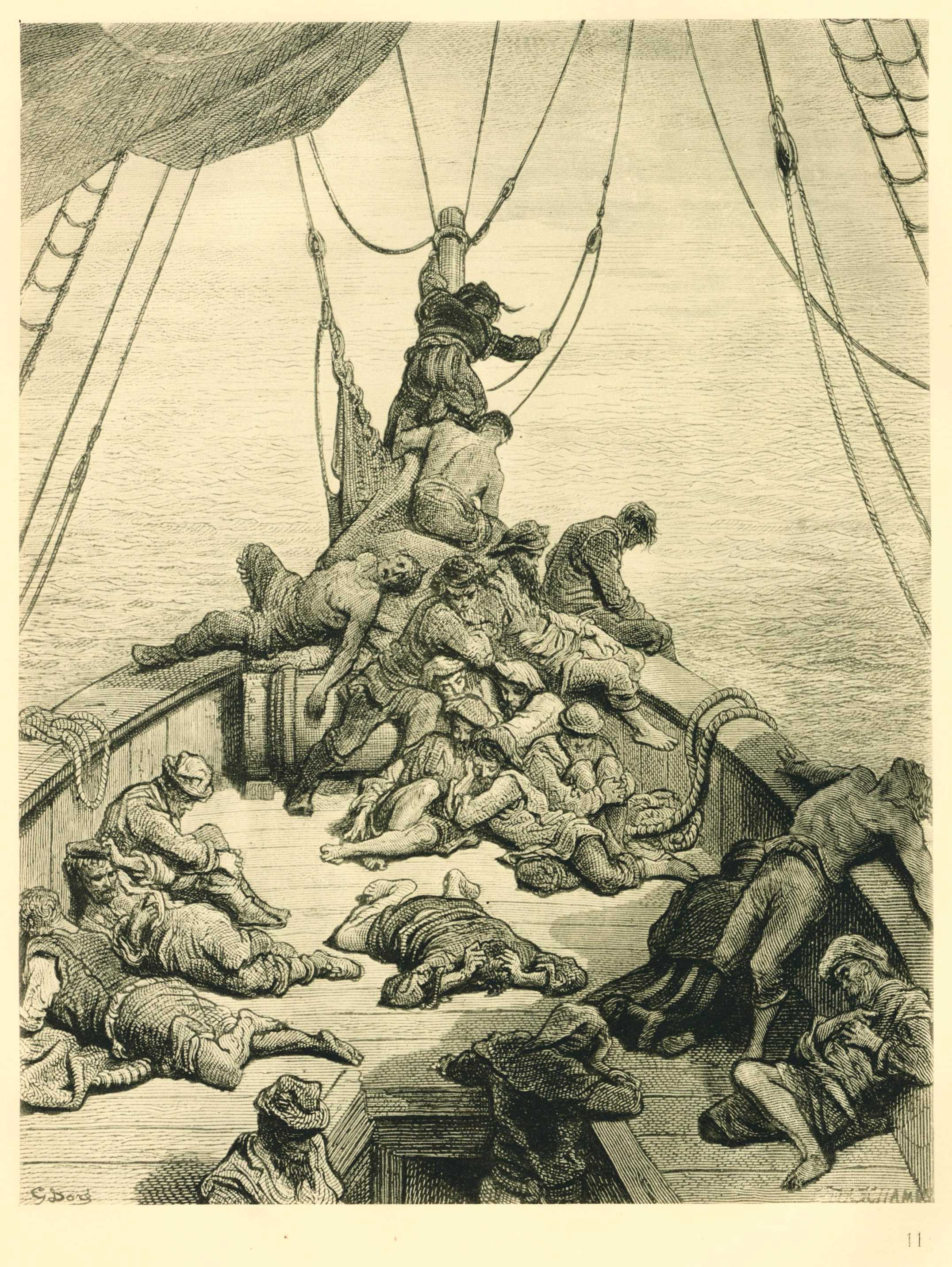
Darstellung einer Flaute auf See in der Kunst: Holzschnitt von Gustave Doré zu der Ballade Der alte Seefahrer (The Rime of the Ancient Mariner) von Samuel Taylor Coleridge

Mallpassat ist eine seemännische Bezeichnung für widrige Wind- und Wetterverhältnisse in einem nicht allzu breiten Streifen im Umkreis des Äquators zwischen den beiden Passatzonen.
Die Bedeutung von Mallpassat leitet sich vom Niederländischen her, in dem das Adjektiv mal ins Deutsche übersetzt verrückt, verdreht, töricht oder toll heißt. Umgangssprachlich ist daraus im Niederdeutschen mit der gleichen Bedeutung das Wort mall entstanden. Im Platt-Deutschen-Wörterbuch von Johann Carl Dähnert, das 1781 in Stralsund erschien, wird mall als unklug und wild beschrieben und auch: He is mall in’t Hövd. Der Kopf ist ihm ganz verworren.
Mit diesem Begriff meinen die Seeleute also, dass der Passat verdreht oder verrückt ist und dazu hatten sie (besonders in den Tagen der großen Segelschifffahrt) auch allen Grund. Denn wenn sie sich mit ihrem Schiff dem Äquator bis auf einige hundert Kilometer genähert hatten, änderten sich die Wetterbedingungen plötzlich schlagartig: Der stetig wehende Passatwind war auf einmal verschwunden – er spielte eben auf einmal verrückt, war mall geworden – und es trat eine lang anhaltende Windstille ein, die das Weiterkommen zu der Zeit natürlich sehr erschwerte. Dazu mussten die Seeleute tropische Temperaturen ertragen und mehrmals am Tag starke Gewitter mit Platzregen und stürmischen Böen aus wechselnden Richtungen. Die meisten Segelschiffe werden wohl Wochen gebraucht haben, bis sie das Gebiet endlich durchquert hatten und in die nächste Passatzone kamen, wo dieser Wind endlich wieder «normal» geworden war.
Diese für den Seemann so unangenehme Region wird meteorologisch als innertropische Konvergenzzone bezeichnet. Wegen der oft herrschenden Windstille wird sie auch Kalmen genannt. Weitere Bezeichnungen sind Doldrums, Stilltengürtel und Mallungen.